# Solar Quest
Solar Quest ist ein britisches Ein-Mann Ambient und Acid Trance Musikprojekt von George Fleming-Saunders (* 25. Dezember in Redlands, Schottland, geboren als Seòras Saunders).
Der Künstlername Solar Quest leitet sich daher ab, dass er zur Speisung seiner Musikinstrumente und Soundanlagen Solarenergie während seiner Auftritte sowie beim Produzieren nutzt.

## Leben
George Fleming-Saunders wurde als Seòras Saunders (Seòras ist die schottisch-gälische Form von George) im schottischen Redlands geboren und wuchs in der Council Area Stirling auf. Seine Mutter ist Irin aus der Birch-Familie der Isle of Man und stammt aus Eniskerry nahe Dublin. Sein Vater war Schotte und entstammte flämischen Zigeunern.
Fleming-Saunders lebt heute in London.

## Karriere
Fleming-Saunders begann seine Karriere unter dem Pseudonym Solar Quest im Jahr 1993, als er anfing sich in den frühen Neunzigern für Acid House zu interessieren. Von 1993 und 1994 veröffentlichte Fleming-Saunders neun Singles bzw. Maxis und zwei Alben. Ein Album aus dieser Zeit namens Sonic Bloom Entropica Prolifica veröffentlichte er jedoch unter seinem alternativen Künstlernamen Entropica.
Für das alljährliche Glastonbury Festival hat Fleming-Saunders des Öfteren eigene Festivalzelte aufgebaut, dessen Installationen mit Solarenergie betrieben wurden. Auch hat er viele seiner Werke in einem Tonstudio aufgenommen und gemixt, welches mit Solarenergie gespeist wird. Als Musikinstrument nutzt er unter anderem einen Analogsynthesizer vom Typ Roland TB-303. Seine Musik wurde überwiegend von den Labels Choci's Chewns (1993–1995), SSR Records (1993–1995) und Entropica (seit 1998) veröffentlicht.
Fleming-Saunders alternative Pseudonyme sind: BenKei und Entropica. Variationen und alternative Schreibweisen des Künstlernamens Solar Quest sind The Solar Question Mark?, The Solar Question Mark!, Ed Solar Quest, Solaquest, Solarquest sowie SolarQuest.

## Diskografie

### Alben
- Orgship (SSR Records, 1994)
- Sonic Bloom Entropica Prolifica (als Entropica) (SSR Records, 1994)
- Paranoid Aliens (Illegal Records Switzerland, 1996)
- AcidOphilez (Entropica, 1998)
- Orgisms (Entropica, 2000)
- Sola Luna (Entropica, 2008)
- Core (Electronic Soundscapes Records, 2014)

### Singles/Maxis
- One Nation (SSR Records, 1993)
- Acid Crumble (Choci's Chewns, 1993)
- Acid Brain EP (SSR Records, 1994)
- Acid Air Raid (Choci's Chewns, 1994)
- Freezone 1 Single - Save The Whale (SSR Records, 1994)
- Save the Whale (Solar Quest / The Arc / Avalon) (SSR Records, EFA, 1994)
- Into the Machine (Choci's Chewns, 1994)
- Kirsty Cried (Solar Quest vs. Choci) (Choci's Chewns, 1995)
- A + B = C in D# (SSR Records, 1995)
- Acid Baba (als The Solar Question Mark?) (Choci's Chewns, 1995)
- Cosmosis (Choci's Chewns, 1995)
- Mesmerised (Solar Quest / Choci) (Choci's Chewns, 1995)
- Paranoïd Aliens (Prima Vera Records, 1998)
- Space Pirates (Prima Vera Records, 1998)
- Bombay Aloo / Acid Air Raid (Remix) (Solar Quest / Choci) (Choci's Chewns, 1998)
- Into the Machine (Remixes) (Choci's Chewns, 2001)

### Kompilations
- Acid Air Raid (Silent Breed Remix) (Entropica, 1998)

### Remixe
- Alan Parsons: Apollo (Remixed by Solar Quest) (CNR Music, 1997)